# Jubeu
Într-o biserică jubeul este o tribună și o galerie transversală, din piatră sau din lemn, care separă corul liturgic de navă.

## Etimologie
În limba română, cuvântul este un împrumut din franceză, jubé, iar în franceză provine de la primul cuvânt al invocației din latină Jube, Domine, benedicere » („Binevoiește, Doamne, să mă binecuvântezi!”) citită de la jubeu, la Utrenie.

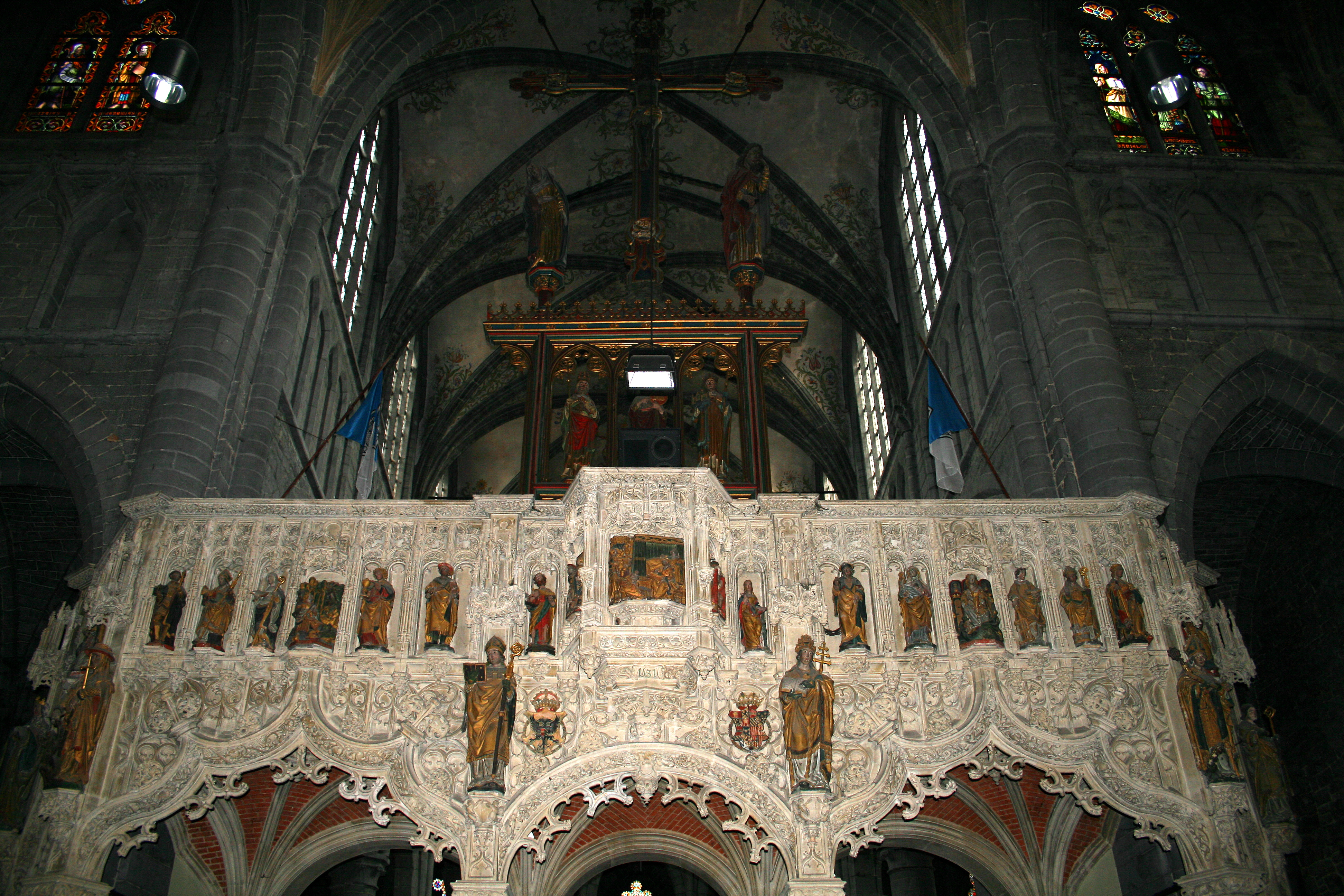
Jubéul lui Carol Quintul la Walcourt (Belgia).

## Arhitectură  și folosire
Jubeul se compune din trei elemente: tribuna (jubeul propriu-zis), împrejmuirea și grupul sculptat al Răstignirii.
De la tribună, se citea Evanghelia și se predica, în acest scop i-a succedat catedra. Acolo erau așezate și corurile. O orgă transportabilă putea fi instalată acolo, înainte de a se generaliza orga fixă, care este cel mai adesea plasată deasupra primei travee a navei.
Împrejmuirea are funcția de a izola corul / strana (rezervată clericilor și seniorilor preeminenți) de credincioși care, prin existenței sa, văd puțin sau de loc altarul principal. Prin aceasta, jubeul se apropie de iconostasul din Bisericile creștine răsăritene (ortodoxe, catolice de rit oriental, (cf. infra).
Răstignirea, așezată deasupra tribunei, fiind elementul ornamental al acesteia, este îndreptată spre credincioși. Marele Christ pe Cruce denumit « spaniol », care se observă în multe biserici, placat pe pereții de Nord sau de Sud ai navei, a fost adesea recuperat la demontarea jubéului.

## Istorie

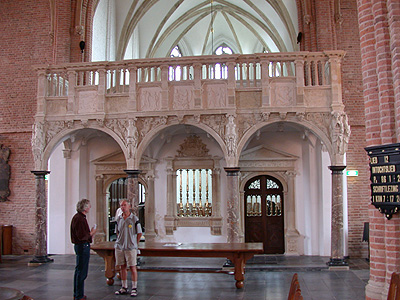
Jubéul din Biserica Saint-Cunera la Rhenen, în Țările de Jos.

Jubeele au apărut prin reunirea celor trei elemente preexistente în mod separat: grinda de glorie, împrejmuirea și amvonul sau amvoanele.
Conciliul de la Trento, în secolul al XVI-lea, a provocat o evoluție a liturghiei catolice ca răspuns la succesul bisericilor protestante. Corul / strana trebuind să devină, de acum înainte, vizibil(ă) credincioșilor, jubeul este condamnat la dispariție. Atunci când catedra de predicat îl înlocuiește, jubeul este deplasat sau distrus în secolele următoare, uneori târziu, în secolul al XIX-lea. Regula s-a aplicat în bisericile parohiale și în catedrale, dar capelele private au menținut acest mobilier original, de exemplu în Bretagne. În pofida dispariției sale, jubeul subzistă prin numeroase urme ale amplasării grinzilor de susținere, prin accesul prin uși zidite sau prin zidăriile coloanelor care conțin o scară în șurub, cum este la Locronan. În general, Bisericile  ortodoxe și catolice orientale (iconostasele), precum și cele anglicane și-au păstrat aceste elemente arhitecturale.